# Сунъян
Сунъя́н (кит. упр. 松阳, пиньинь Sōngyáng) — уезд городского округа Лишуй провинции Чжэцзян (КНР).

## История
Во времена первых централизованных империй эти места входили в состав округа Куайцзи (会稽郡), власти округа размещались на месте современного Сучжоу. При империи Хань в 110 году до н. э. в его составе был создан уезд Иньсянь (鄞县). В 85 году до н. э. из уезда Иньсянь был выделен уезд Хуэйпу (回浦县). Во времена Восточной Хань уезд Хуэйпу был переименован в Чжанъань (章安县). В 199 году из уезда Чжанъань был выделен уезд Сунъян.
Во времена империи Суй восточная часть уезда Сунъян была в 589 году выделена в отдельный уезд Коцан.
Во времена империи Тан уезд был в 621 году поднят в статусе, став областью Сунчжоу (松州), но уже в 625 году область вновь стала уездом. В 625 году к уезду Сунъян был присоединён уезд Суйчан, но в 711 году он был воссоздан. В 759 году на смежных землях уездов Сунъян и Суйчан был создан уезд Лунцюань.
В эпоху Пяти династий и десяти царств в 910 году, когда эти земли входили в состав государства Поздняя Лян, уезд Сунъян был переименован в Чансун (长松县). В 939 году, когда эти земли входили в состав государства Поздняя Цзинь, уезд Чансун был переименован в Байлун (白龙县). После объединения китайских земель в составе империи Сун уезд Байлун в 999 году вновь получил название Сунъян.
После образования КНР в 1949 году был создан Специальный район Лишуй (丽水专区), и уезд вошёл в его состав. В 1952 году Специальный район Лишуй был расформирован, и уезд перешёл в состав Специального района Цюйчжоу (衢州专区). В 1954 году Специальный район Цюйчжоу был расформирован, и уезд перешёл в состав Специального района Цзиньхуа (金华专区). В 1958 году уезд Сунъян был присоединён к уезду Суйчан.
В 1963 году Специальный район Лишуй был воссоздан, и уезд Суйчан перешёл в его состав. В 1973 году Специальный район Лишуй был переименован в Округ Лишуй (丽水地区).
В 1982 году уезд Сунъян был воссоздан.
В 2000 году округ Лишуй был преобразован в городской округ.

## Административное деление
Уезд делится на 3 уличных комитета, 5 посёлков, 10 волостей и 1 национальную волость.